# Ulla Qvarnström
Ulla Brita Qvarnström, född 28 maj 1933 i Stöde församling, Västernorrlands län, död 2 november 2017, var en svensk omvårdnadsforskare. 

## Biografi
Qvarnström var dotter till jordbrukare Frits Borgström och Elma Bohlin. Hon avlade sjuksköterskeexamen 1957, och var verksam som sjuksköterska 1957–1965 och som administratör i hälso- och sjukvård 1965–1978.
Hon blev filosofie kandidat vid Stockholms universitet 1973 och filosofie doktor 1978 på en avhandling om patienters reaktioner inför en förestående död. När Qvarnström började sin forskning fanns många tabun om döden både inom sjukvården och i samhället, och hon vinnlade sig om att skapa större uppmärksamhet kring omvårdnad och behandling av döende människor och deras familjer. Vid en tid när få sjuksköterskor hade akademisk bakgrund påtalade hon vikten av empirisk forskning om vård av döende patienter, och att baserat på detta bygga upp forskningsområdet vårdvetenskap.
Hon var professor i omvårdnadsvetenskap vid Bergens universitet 1979–1998. Hon var ordförande i Nordic College of Caring Science 1980–1986 och medlem av editorial board för flera vetenskapliga tidskrifter. Hon bedrev vetenskaplig verksamhet om död-sorgproblemtik och skrev bland annat Upplevelser inför döden (1979) och På dödsleiet (1982).